# Odznaka Honorowa Ligi Obrony Powietrznej i Przeciwgazowej

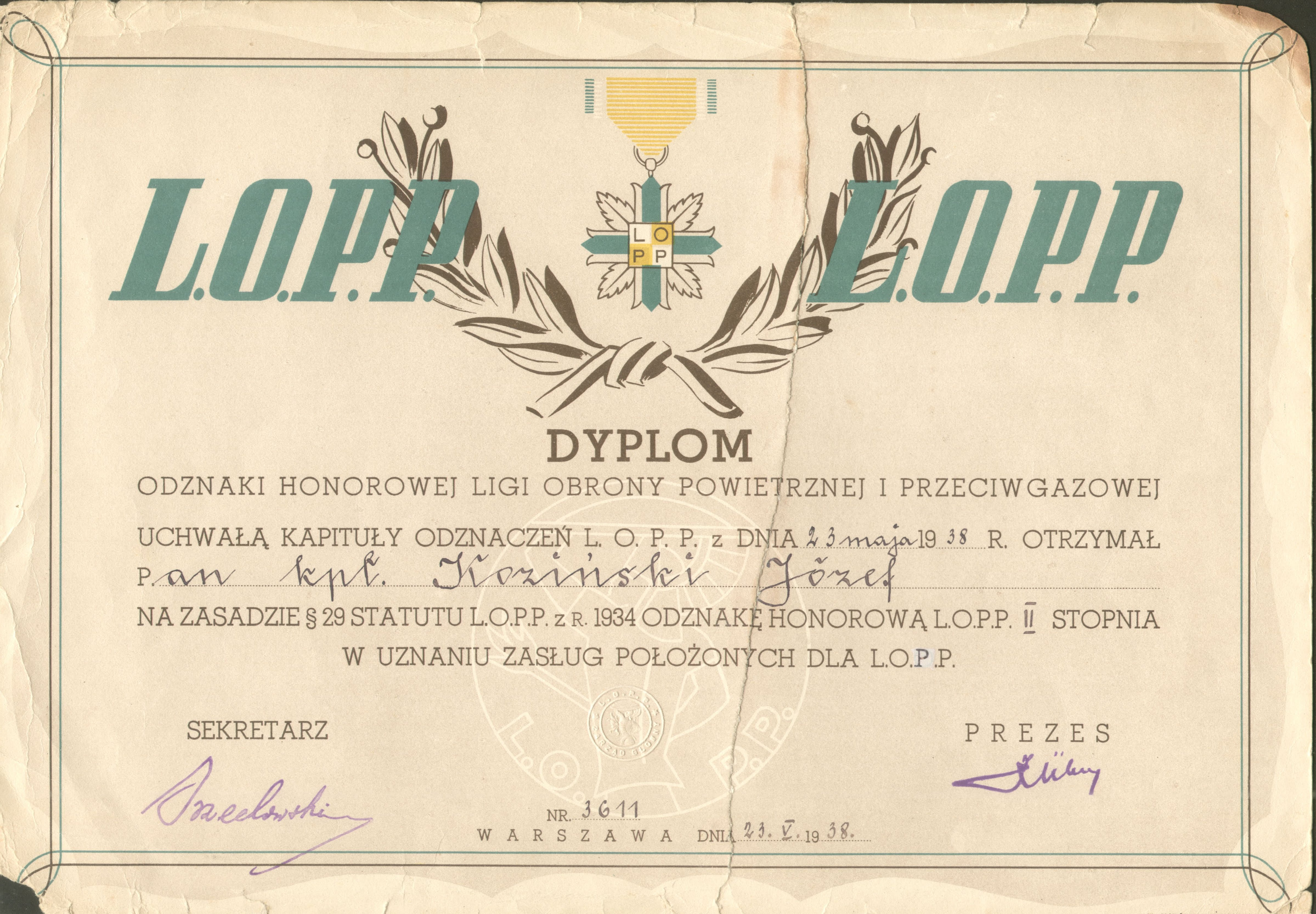
Dyplom nadania odznaki LOPP Józefowi Kozińskiemu

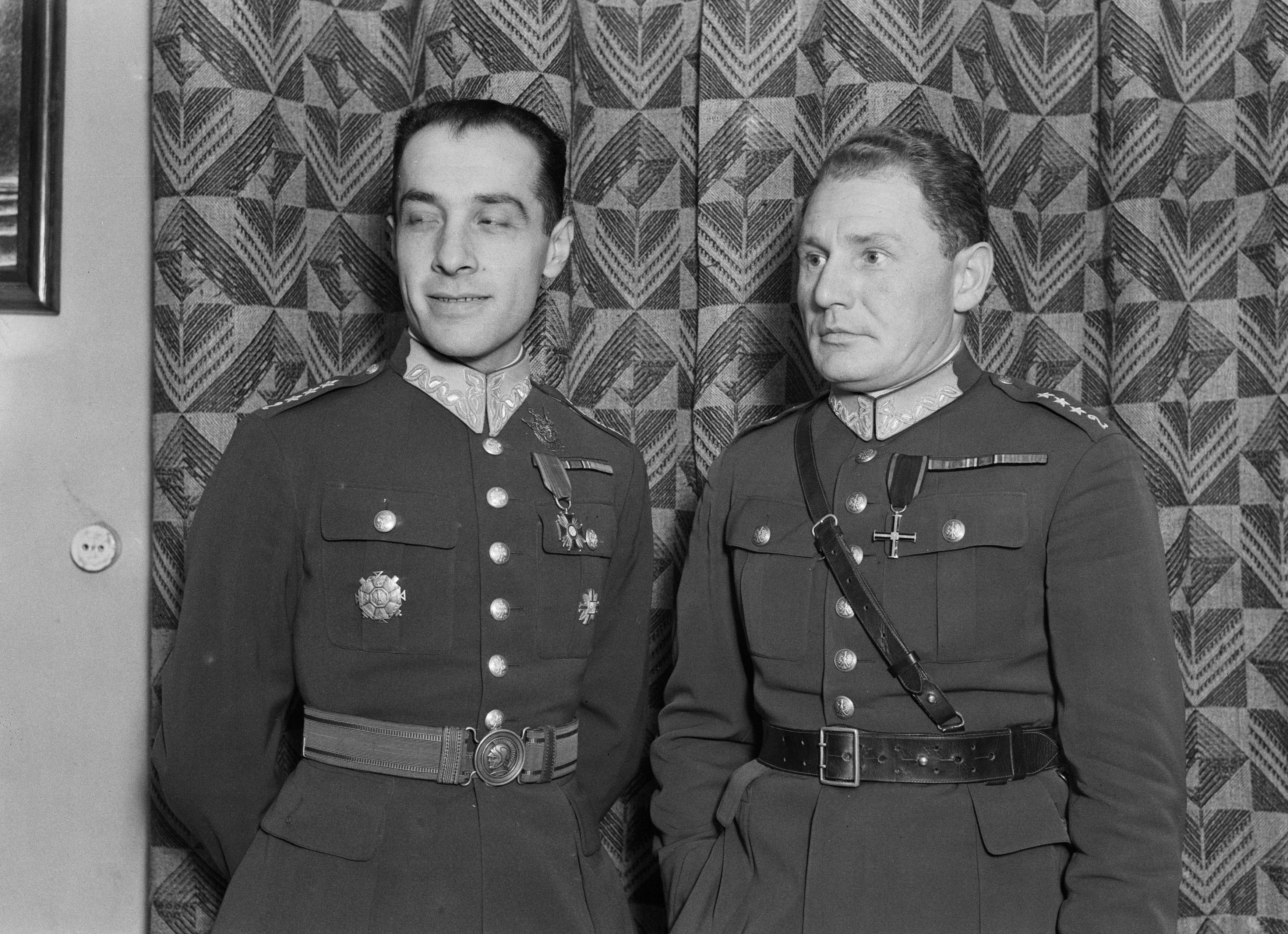
Z lewej Zbigniew Burzyński z Odznaką Honorową Ligi Obrony Powietrznej i Przeciwgazowej, po prawej stronie stoi Franciszek Hynek

Odznaka honorowa L.O.P.P. – polska odznaka z okresu II Rzeczypospolitej ustanowiona w 1933, w celu nagradzania osób zasłużonych dla Ligi Obrony Powietrznej i Przeciwgazowej.
12 września 1933 przewodniczący Komitetu Odznaczeniowego Odznaki Honorowej LOPP generał brygady Stanisław Rouppert zatwierdził regulamin odznaki.
Odznaka posiada trzy stopnie. Każdy stopień mógł być nadany tej samej osobie trzykrotnie, w odstępach pomiędzy jednym a drugim odznaczeniem co najmniej dwóch lat. Każde nowe odznaczenie uwidocznione było gwiazdką pięcioramienną (złotą, srebrną lub brązową), w zależności od stopnia odznaczenia, umieszczoną na wstążce, na której noszona była odznaka:
1. złota odznaka honorowa L.O.P.P. I stopnia,
2. srebrna odznaka honorowa L.O.P.P. II stopnia,
3. brązowa odznaka honorowa L.O.P.P. III stopnia[1].

Odznaka zawieszona jest na wstążce morowej, szerokiej na 40 mm, o brzegach białych, paskach zielonych i białych po lewej i prawej stronie i środku żółtym.
22 grudnia 1933 minister spraw wojskowych Józef Piłsudski rozkazem G.M. 3013 I. zezwolił osobom wojskowym odznaczonym odznaką honorową L.O.P.P. na noszenie tej odznaki jednakże bez wstążki (na zakrętce).
Przewodniczącym Kapituły został prezes Rady Głównej LOPP, Alfons Kühn.

## Odznaczeni
Uchwałami jednomyślnymi Kapituły Odznaki Honorowej Ligi Obrony Powietrznej i Przeciwgazowej z 4 listopada 1933 zostali wyróżnieni Złotą Odznaką Honorową L.O.P.P. Marszałek Józef Piłsudski (członek honorowy L.O.P.P.) oraz Prezydent RP Ignacy Mościcki.
Dwukrotnie został odznaczony wojewoda śląski Michał Grażyński).